# Propelany

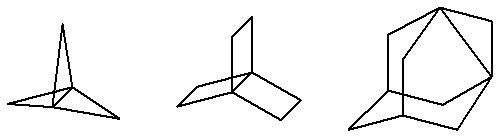
Příklady propelanů, zleva doprava: [1.1.1]propelan, [2.2.2]propelan a 1,3-dehydroadamantan (derivát [3.3.1]propelanu obsahující methylenový můstek)

Propelany jsou skupinou polycyklických uhlovodíků, jejichž molekuly obsahují tři uhlíkaté kruhy se společnou vazbou uhlík–uhlík.
Pojem zavedl D. Ginsburg v roce 1966
Propelany s malými kruhy vykazují značné kruhové napětí, jsou nestabilní a snadno se přeměňují na polymery, jako jsou staffany.

## Názvosloví

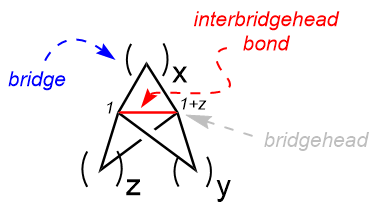
Názvosloví karbocyklických propelanů

Cyklické části molekul propelanů se označují jako lopatky a společné vazby C–C jsou osy. Vazby sdílené třemi cykly se nazývají „můstky“ a společné atomy uhlíku jsou „předmostí“.
Systematické názvy plně uhlíkatých propelanů se tvoří podle vzoru tricyklo[x.y.z.01,(x+2)]alkan, častěji se ale objevují názvy typu [x.y.z]propelan, které označují, že daná sloučenina má kruhy s x, y a z uhlíky, do čehož se nepočítají předmostí; s jejich započtením x + 2, y + 2 a z + 2 atomů uhlíku. Celkový vzorec je pak C2+x+y+zH2(x+y+z). Nejmenší možná hodnota x, y a z je 1, kdy jsou spojeny tři cyklopropylové kruhy do [1.1.1]propelanu. U těchto kruhů se nerozlišuje pořadí, takže například [1.3.2]propelan je stejná sloučenina jako [3.2.1]propelan; indexy se tak zpravidla uspořádávají sestupně, x ≥ y ≥ z.
Existují i heterosubstituované propelany, které mívají složitější názvy (viz níže).

## Vlastnosti

### Úhlové napětí
Propelany s malými cykly, například [1.1.1]propelan a [2.2.2]propelan, mají silné kruhové napětí. Dvojici propojených uhlíků a vazbu mezi nimi lze popsat obrácenou tetraedrickou geometrií.
| Sloučenina      | Energie kruhového napětí |
| --------------- | ------------------------ |
| [1.1.1]propelan | 410 kJ/mol               |
| [3.1.1]propelan | 320 kJ/mol               |
| [2.1.1]propelan | 360 kJ/mol               |
| [2.2.1]propelan | 340 kJ/mol               |
| [3.2.1]propelan | 280 kJ/mol               |

Toto napětí způsobuje, že jsou příslušné sloučeniny nestálé a značně reaktivní. Vazba C-C se snadno (mnohdy i samovolně) štěpí za vzniku méně zatížených bicyklických či monocyklických uhlovodíků. Uvolňování tohoto napětí lze využít k tvorbě jinak obtížně získatelných struktur.
Přestože má [1.1.1]propelan mnohem silnější napětí než ostatní malé ([2.1.1], [2.2.1], [2.2.2], [3.2.1], [3.1.1], a [4.1.1]) propelany, což lze vysvětlit delokalizací elektronů.

### Reaktivita
Propelany, hlavně [1.1.1]propelan, na sebe mohou navazovat anionty a radikály za vzniku bicyklo[1.1.1]pentan-1-ylových jednotek. Kationty a kovy rozkládají tricyklická jádra na monocyklické sloučeniny otevíráním můstkových vazeb, čímž se vytváří exo-methylencyklobutany.
U [3.1.1]propelanu byla popsána pouze radikálová adice.
U ostatních propelanů není jejich reaktivita prozkoumána takto podrobně.

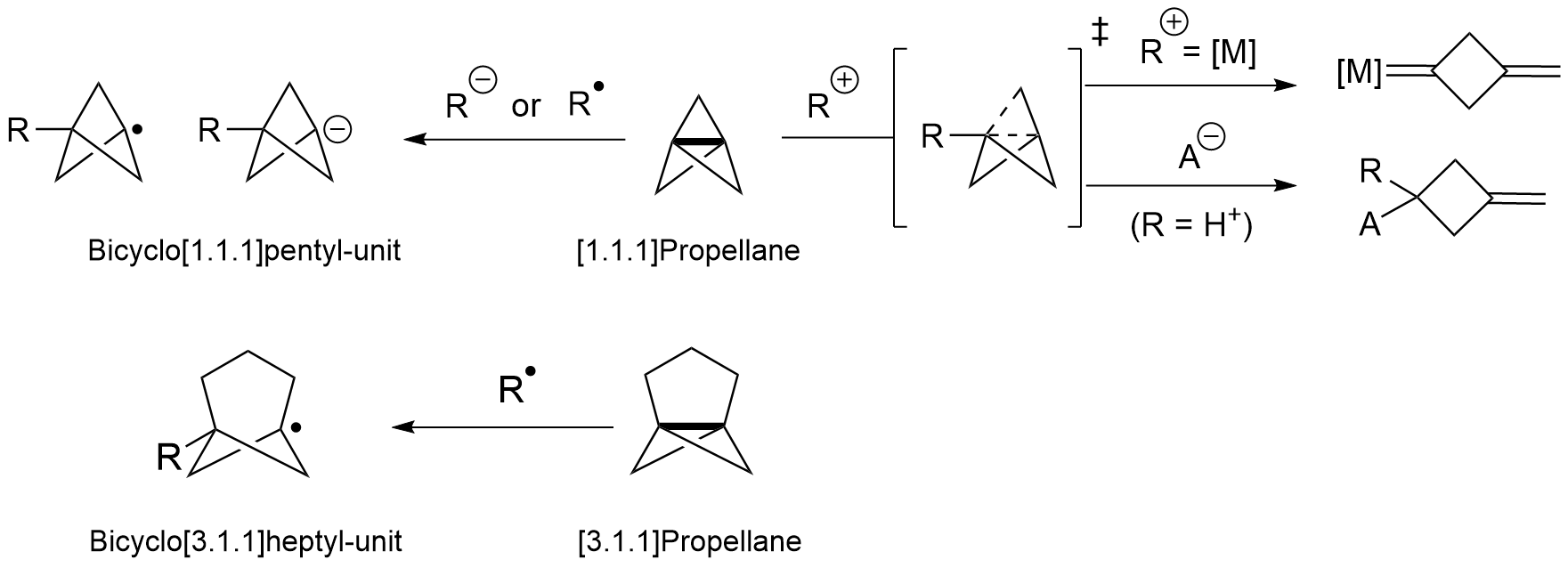
Reakce [1.1.1]propelanu a [3.1.1]propelanu

### Polymerizace
Kterýkoliv propelan může být polymerizován štěpením axiálních vazeb C–C za vzniku radikálu se dvěma aktivními centry, skrz která se tyto radikály propojují. Propelany s malými cykly (jako jsou [1.1.1] a [3.2.1]propelan nebo 1,3-dihydroadamantan), tento proces probíhá lehce a vytváří se jak jednoduché polymery, tak i kopolymery; například [1.1.1]propelan se samovolně přeměňuje na polymer nazývaný staffan; a [3.2.1]propelan za pokojové teploty reaguje s kyslíkem na kopolymer, v němž se propelanové jednotky [–C8H12–] střídají se skupinami [–O–O–].

### Příprava
Propelany s menšími cykly se kvůli vysokému kruhovému napětí připravují obtížně, příprava větších je jednodušší. V roce 1978 byl popsán obecný postup, kterým by měly vznikat [n.3.3]propelany pro jakékoliv n ≥ 3.

## Příklady

### Čisté propelany
- [1.1.1]propelan, C5H6, CAS 35634-10-7.[11] Vyznačuje se vysokým kruhovým napětím, centrální uhlíky mají obrácenou tetraedrickou geometrii a cykly jsou tvořeny trojicí cyklopropanových kruhů. délka centrální vazby je 160 pm. Jedná se o nestabilní sloučeninu, která se při 114 °C tepelně izomerizuje na 3-methylenovaný derivát cyklobutenu a samovolně reaguje s kyselinou octovou za tvorby esteru methylencyklobutanu.[8] Je známo několik způsobů jeho přípravy v množstvích využitelných na syntézu bicyklo[1.1.1]pentanu, využívaného jako složka bioizosterů pro para-substituované areny.[12]
- [2.1.1]propelan, C6H8, CAS 36120-91-9. Tato sloučenina byla detekována pomocí infračervené spektroskopie při 30 K, ale nebyla izolována za pokojové teploty; předpokládá se, že nad 50 K se polymerizuje. Vazby mezi můstkovými uhlíky mají obrácenou tetraedrickou geometrii; energie kruhového napětí se odhaduje na 443 kJ/mol.[13]
- [2.2.1]propelan, C7H10, CAS 36120-90-8. Získán byl dehalogenací v plynné fázi pomocí atomů alkalických kovů. Stabilní je pouze v matricích ze zmrazených plynů pod 50 K, za vyšších teplot vytváří oligomery a polymery . Energie uvolněná rozštěpením axiálních vazeb se odhaduje na 314 kcal/mol.[14]
- [3.1.1]propelan, C7H10, CAS 65513-21-5[15][6][7]). Připravit se dá několika způsoby, následně může sloužit na přípravu bicyklo[3.1.1]heptanů, navržených jako izostery pro meta-substituované areny.[7]
- [3.2.1]propelan (tricyklo[3.2.1.01,5]oktan), C8H12, CAS 19074-25-0 (K. Wiberg and G. Burgmaier, 1969). Tuto sloučeninu s obrácenou tetraedrickou geometrií lze izolovat. Energie kruhového napětí je kolem 250 kJ/mol. Odolává tepelnému rozkladu, v difenyletheru se polymerizuje, přičemž poločas reakce je při 195 °C přibližně 20 h. Za pokojové teploty reaguje s kyslíkem a vytváří kopolymer obsahující –O–O– můstky.[16][17][9][18][19]
- [4.1.1]propelan, C8H12, CAS 51273-56-4 Izolovatelný.[4][20][21][22]
- [2.2.2]propelan (tricyklo[2.2.2.01,4]oktan), C8H12, CAS 36-20-88-4.[23] Protože má na axiálních uhlících tři cyklobutanové kruhy ve značně odchýlených vazebných úhlech (tři přibližně 90°, další okolo 120°), tak je nestabilní. Jeho energie kruhového napětí se odhaduje na 390 kcal/mol.
- [3.3.3]propelan, C11H18, CAS 51027-89-5. Stálá pevná látka, tající při 130 °C.[10] Poprvé byl připraven v roce 1978 způsobem navrženým pro všechny [n, 3, 3] (n ≥ 3) propelany:[10]

- [4.3.3]propelan, C12H20, CAS 7161-28-6. Stálá pevná látka s teplotou tání 100–101 °C.[10]
- [6.3.3]propelan, C14H24, CAS 67140-86-7. Olejovitá kapalina vroucí při 275–277 °C.[10]
- [10.3.3]propelan, C18H32, CAS 58602-52-1. Stálá pevná látka sublimující za teploty 33–34 °C.[24]

### Deriváty
- 1,3-Dehydroadamantan, C10H14[25] Tato sloučenina je odvozena od adamantanu odebráním dvou vodíků a přidáním jedné vnitřní vazby. Lze ji považovat za [3.3.1]propelan s přidaným methylenovým můstkem. Jedná se o nestálou látku, náchylnou k polymerizaci.
- 2,4-methano-2,4-dehydroadamantan: C11H14[26] Dá se označit za derivát [3.1.1]propelanu. Chemickými vlastnostmi se podobá [1.1.1]propelanu.

### Výskyt

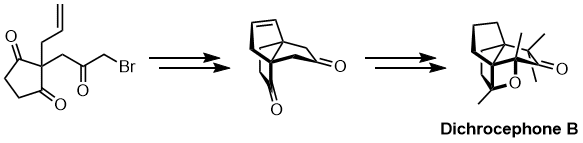
Syntéza dichrocefonu B

- Syntéza dichrocefonu BDichrocefon B je seskviterpenoid obsahující [3.3.3]propelaneové jádro, který byl v roce 2008 izolován z Dichrocephala benthamii.[27] Jeho první syntéza byla provedena roku 2018[28] s využitím obecného postupu přípravy karbocyklických propelanů z 1,3-cykloalkandionů.[29]